# Constitution des Seychelles
Lire en ligne

Consulter

La Constitution de la République des Seychelles est la loi fondamentale des Seychelles qui fut approuvée par un référendum le 18 juin 1993. Elle fut modifiée cinq fois depuis : en 1994, en 1995, en 1996, en 2000, en 2011 et en 2017. Elle remplace la Constitution seychelloise de 1976.
Le 18 juin représente aux Seychelles le jour anniversaire de la ratification de la Constitution, connu comme étant le "Constitution Day",.

## Compléments